# Invariantie (natuurkunde)
Invariantie houdt in dat de natuurwetten niet afhankelijk mogen zijn van de coördinaten waarin deze geformuleerd worden, en vooral niet van verandering in het referentiestelsel.
Het begrip is voor het eerst geformuleerd door Galileo Galilei. Deze verdedigde de theorie van Copernicus, volgens wie de Aarde niet stil stond, maar met grote snelheid rond de zon heen draaide. Hij kreeg als tegenwerping dat we dan zouden moeten merken dat we met een dergelijk grote snelheid voortbewogen. Dus, zo beweerde hij, waren de natuurwetten onafhankelijk van de snelheid waarmee een systeem zich voortbewoog, mits deze snelheid eenparig was, met andere woorden, niet versneld werd. 
De wetten van de klassieke mechanica gelden in ieder inertiaalstelsel, dat wil zeggen in alle stelsels die ten opzichte van elkaar eenparig bewegen – met constante snelheid – of stilstaan. Dit kan gedemonstreerd worden door een trein of vliegtuig. Als de ramen gesloten zijn kunnen we de 'absolute' snelheid ervan niet opmerken, noch meten. We noemen de overgang van een coördinatenstelsel op een ander dat ten opzichte van het eerste eenparig beweegt een Galileitransformatie, en de klassieke natuurwetten Galilei-invariant.
Dit alles veranderde nadat James Clerk Maxwell de Maxwellvergelijkingen formuleerde, die de wetten van elektriciteit en magnetisme in een enkel stelsel bijeenbracht. Uit deze vergelijkingen volgde de lichtsnelheid in vacuüm, en deze bleek niet invariant te zijn voor een Galileitransformatie. Het beroemde Michelson-Morley-experiment leerde echter dat de lichtsnelheid in alle richtingen dezelfde was, ongeacht de richting ten opzichte van de beweging van de Aarde.
In een inspanning om dit te verklaren kwam Hendrik Lorentz met een nieuwe transformatie, die sindsdien de Lorentztransformatie genoemd werd. Voor niet te hoge snelheden kwam deze overeen met de Galileitransformatie maar, indien de snelheden in de grootteorde van de lichtsnelheid kwamen, week de Lorentztransformatie hier aanzienlijk van af. Een van de effecten was dan dat de lengte van een liniaal door een evenwijdig met dit liniaal bewegende waarnemer als een kortere lengte wordt gemeten. Dit staat bekend als de Lorentzcontractie. Een ander effect was de tijddilatatie, waarbij een waarnemer ook constateert dat de tijd op een ten opzichte van deze waarnemer bewegend voorwerp trager verloopt.
Dit alles inspireerde Albert Einstein tot de formulering van de speciale relativiteitstheorie. Hierbij kregen begrippen uit de klassieke natuurkunde zoals afstand, tijd, kracht en massa een nieuwe omschrijving waarmee de verwantschap tussen deze grootheden beter naar voren kwam.
De speciale relativiteitstheorie was echter niet van toepassing op systemen onder invloed van een gravitatieveld. Daarom werd deze uitgebreid tot de algemene relativiteitstheorie. Daarbij speelt de fundamentele gelijkwaardigheid van versnellingskrachten (traagheid) en gravitatiekrachten (zwaartekracht) een belangrijke rol. Wie in een lift op een weegschaal staat die meer dan zijn bekende gewicht aanwijst, kan langs natuurkundige weg principieel niet vaststellen of de lift optrekt (versnelt), of dat hij zich op een andere planeet bevindt met een hogere aantrekkingskracht.